# Miglionico
Miglionico ist eine Gemeinde in der Provinz Matera in der italienischen Region Basilikata.

## Lage und Daten
In Miglionico leben 2358 Einwohner (Stand am 31. Dezember 2023). Der Ort liegt 21 km südwestlich von Matera. Die Nachbargemeinden sind Ferrandina, Grottole, Matera, Montescaglioso und Pomarico.

## Geschichte
Miglionico wurde im 6. Jahrhundert v. Chr. von den Griechen gegründet. Die Stadt wurde nach dem griechischen Ringkämpfer Milon benannt, der als Feldherr Krotons 510 v. Chr. siegreich gegen Sybaris kämpfte.

## Sehenswürdigkeiten
Sehenswert ist das Castello del Malconsiglio aus dem 8./9. Jahrhundert, der Sitz der Barone bei dem Aufstand gegen König Ferdinand von Neapel im Jahre 1481 war. Sehenswert ist außerdem das von Cima da Conegliano gemalte Polyptychon in der Kirche des ehemaligen Klosters.

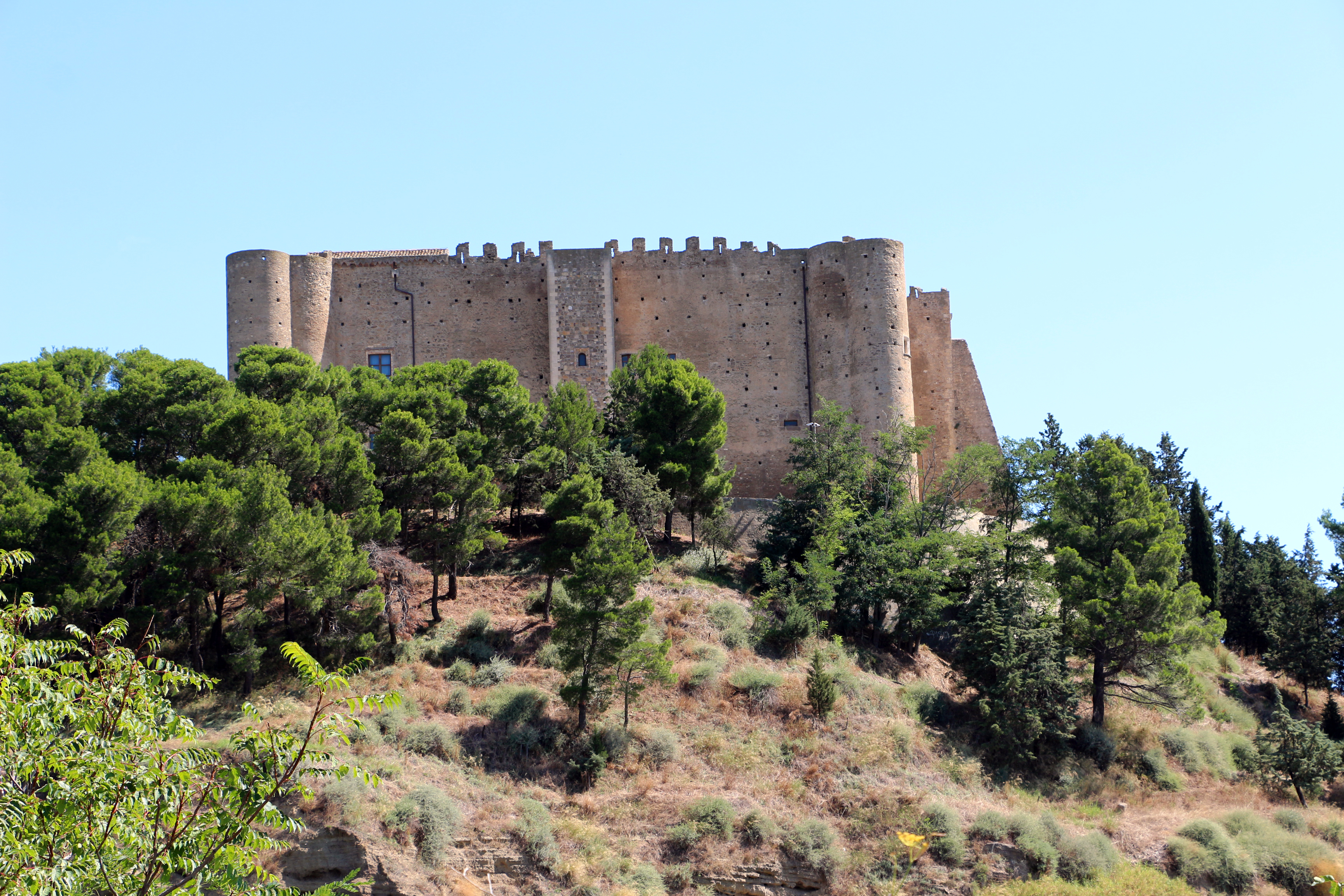
Castello del Malconsiglio
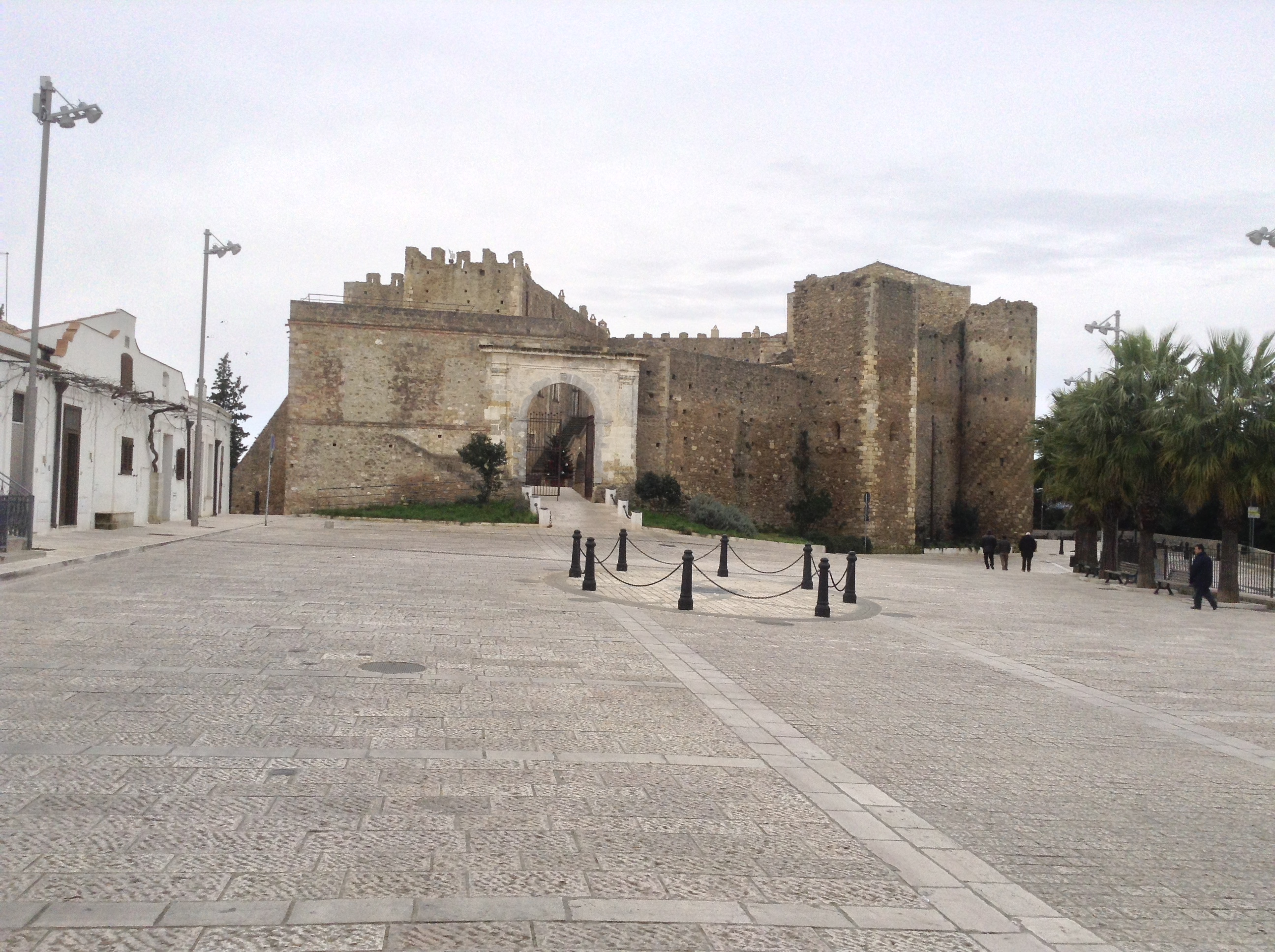
Piazza Castello mit Sicht auf das Schloss
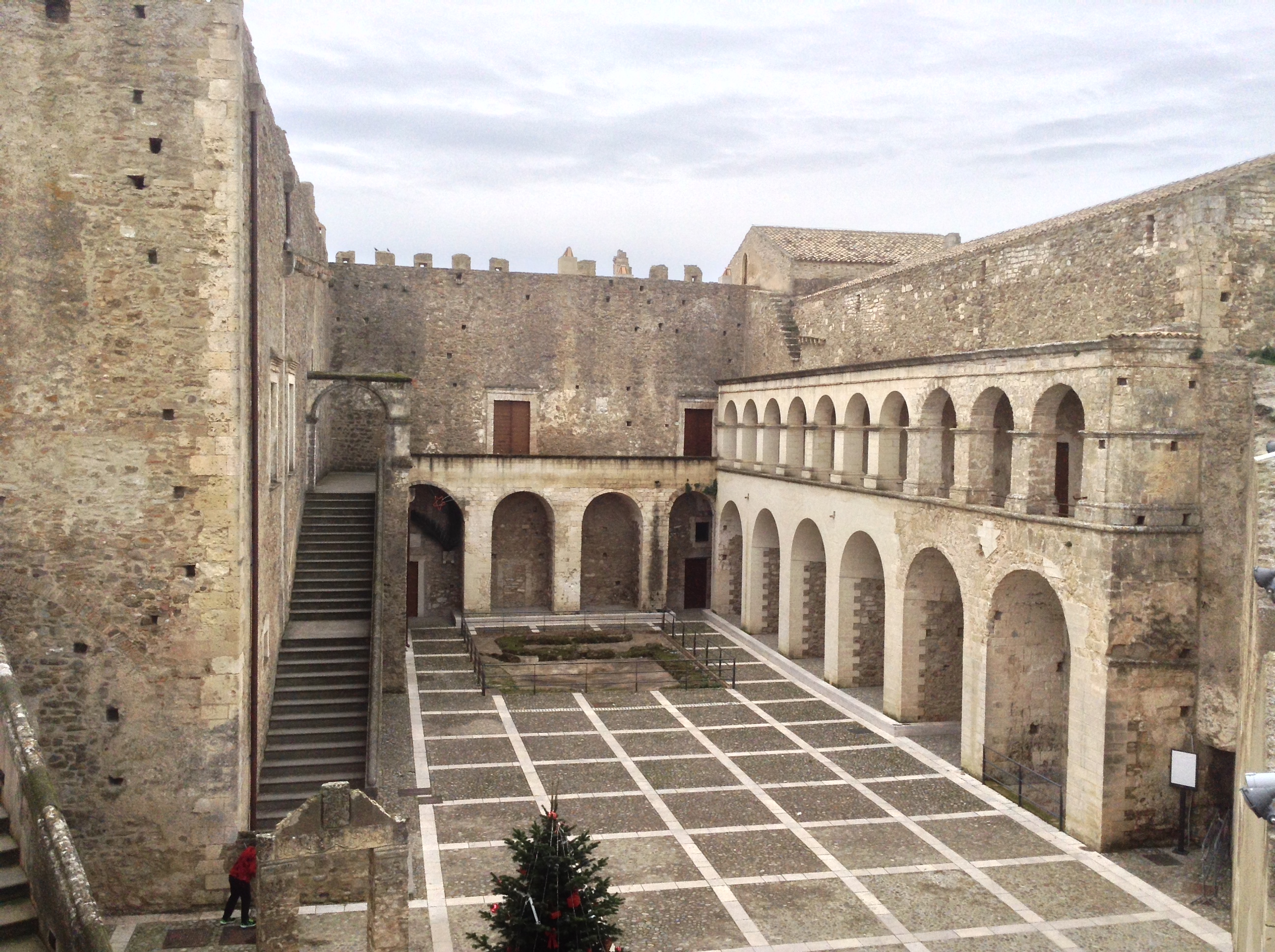
Castello del Malconsiglio – Innenhof
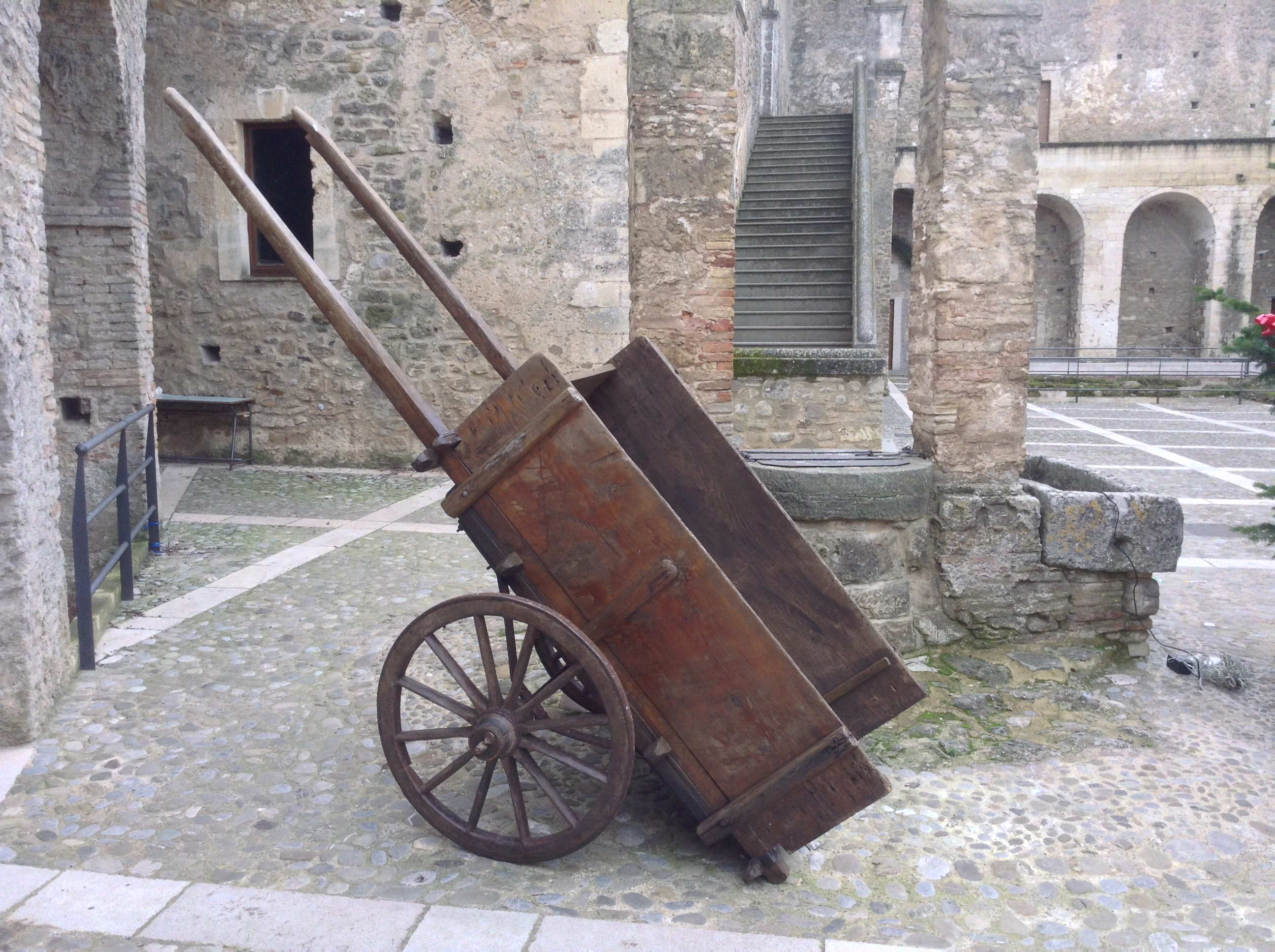
Castello del Malconsiglio – Innenhof mit Brunnen und zweirädrigem Wagen
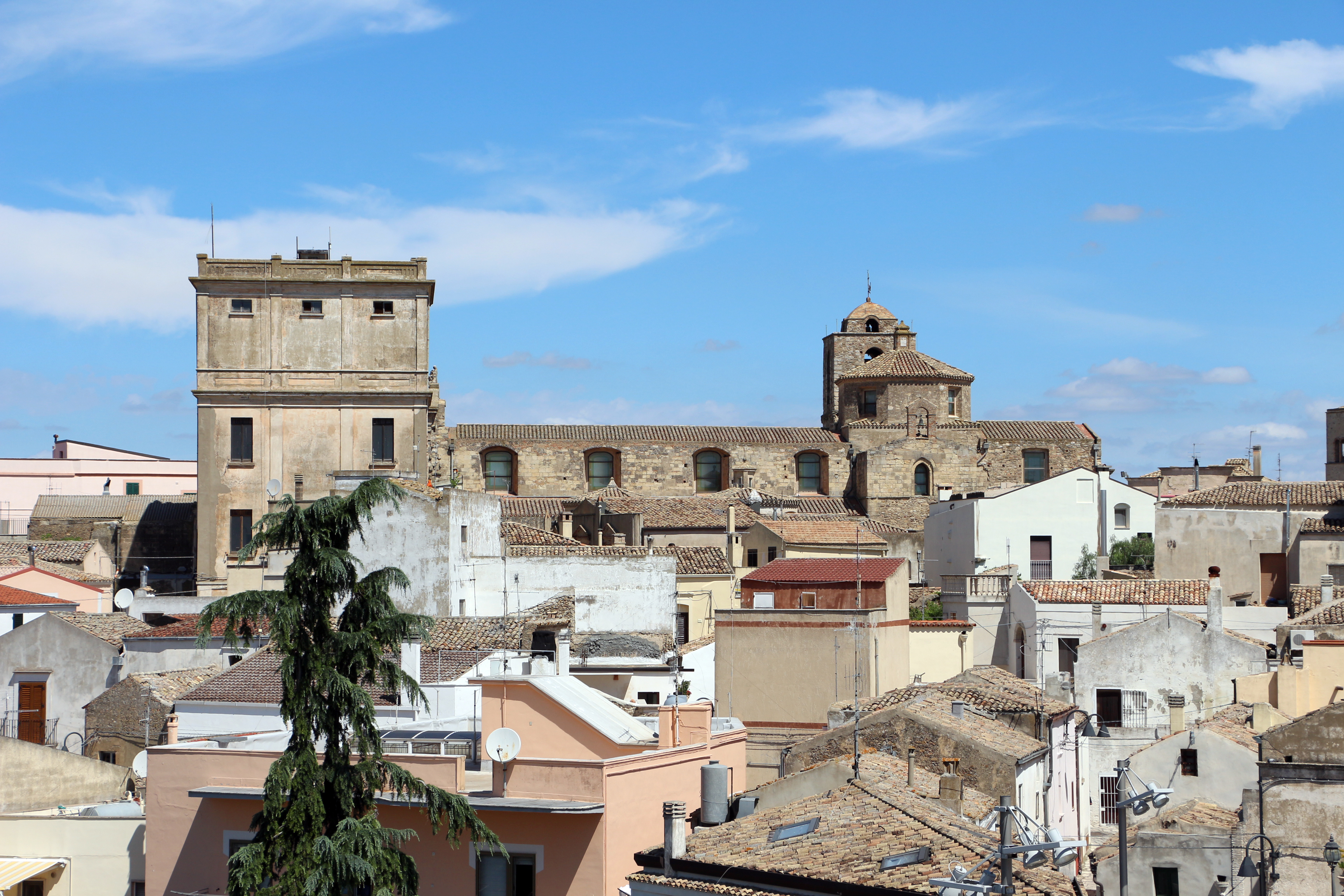
Chiesa Madre
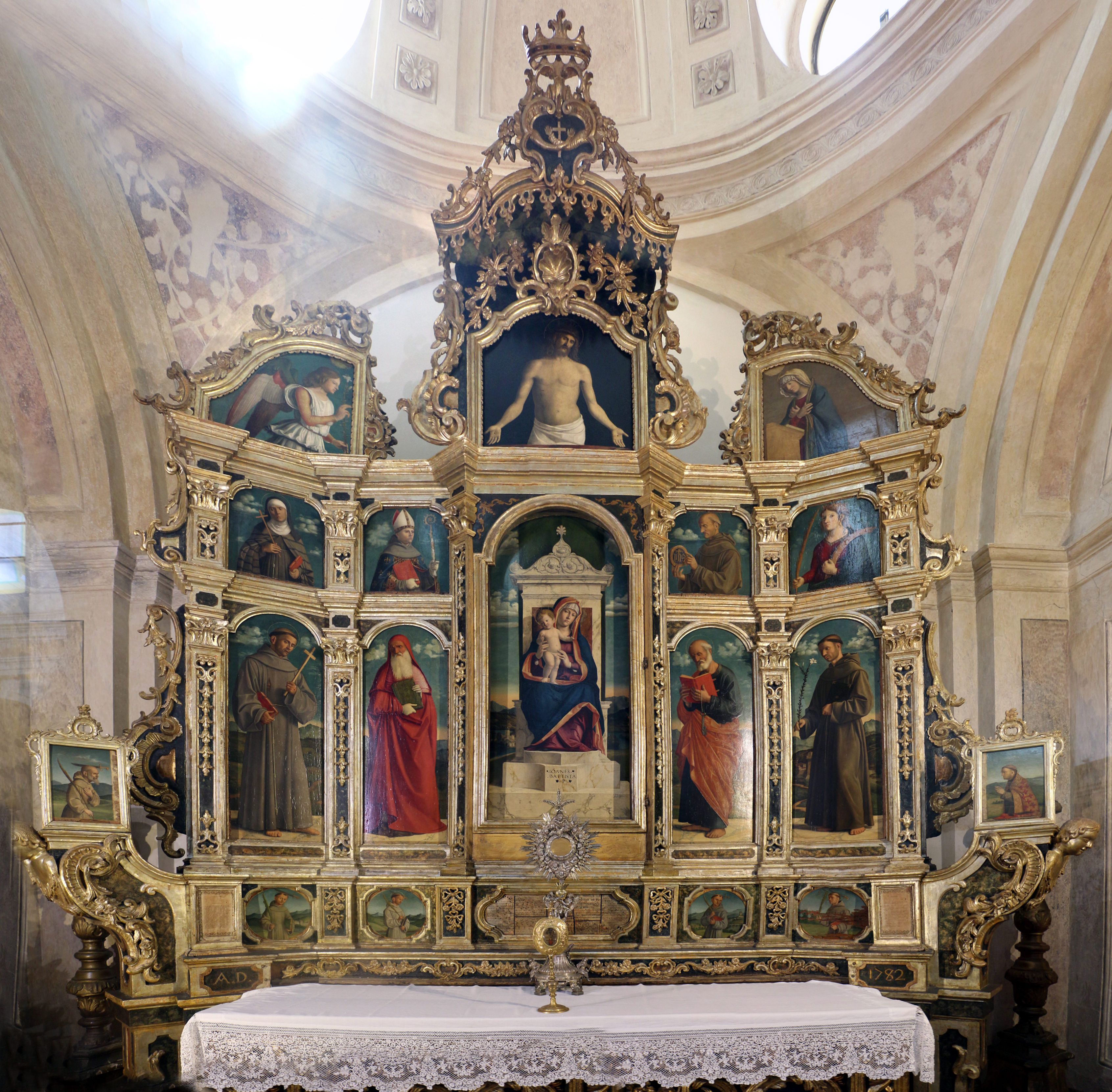
Ansicht des Polyptychons von 1499
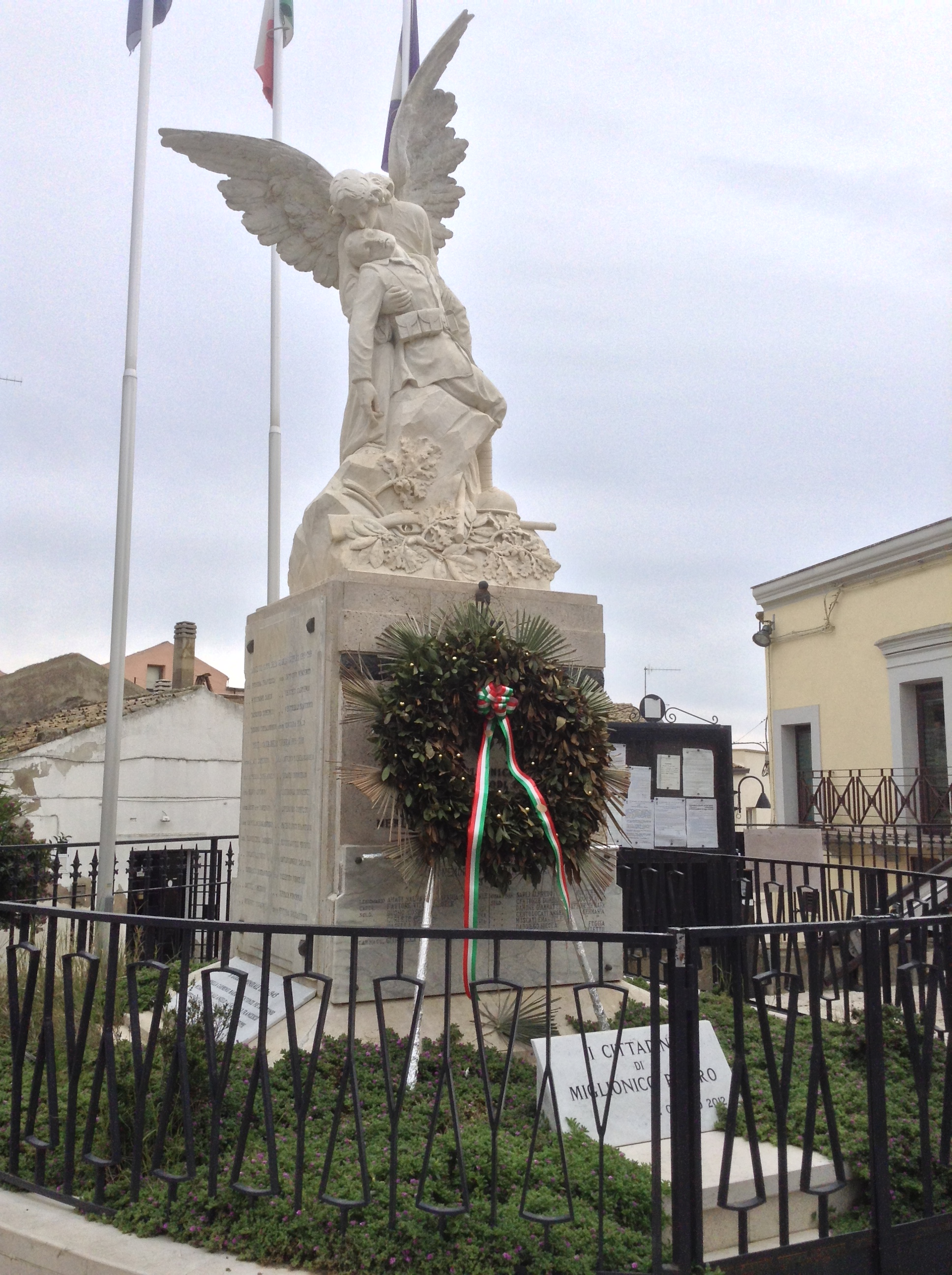
Denkmal der beiden Weltkriege auf der Piazza Unita' d’Italia